# Kingspan Stadium
Kingspan Stadium, anciennement Ravenhill Stadium (renommé pour des raisons de parrainage) est un stade de rugby à XV qui se situe à Belfast. Il abrite principalement les rencontres de la province de l'Ulster pour le rugby. Il appartient à la fédération irlandaise de rugby (IRFU).

## Histoire
Pour maintenir l’unité du rugby irlandais, l’IRFU fait l’acquisition en 1923 d’un nouveau stade dans le district de Ravenhill à Belfast. À l’entrée, une arche richement ornée est érigée en mémoire des joueurs irlandais morts durant les deux guerres mondiales. Avant 1923, l'Ulster et l'Irlande jouaient les matchs sur le terrain de la Royal Ulster Agricultural Society de Belfast.
Ravenhill a accueilli 19 rencontres internationales. Lors des Coupes du monde 1991 et 1999, Ravenhill Stadium est retenu comme site d'accueil et un match de poule s'y déroule à chaque fois. L'Irlande y a joué 17 fois et le match le plus récent s'étant tenu à Ravenhill date du 24 août 2007 contre l'Italie dans le cadre de la préparation de la Coupe du monde 2007. L'Écosse est le dernier visiteur dans le cadre du Tournoi en 1954. À cause de problèmes politiques, l’équipe d’Irlande n’a plus joué de match à Ravenhill pendant cinquante-trois ans.
Lansdowne Road est désormais le stade usuel du XV du Trèfle. En 2007, Lansdowne Road est fermé pour deux années de travaux de rénovation, et durant cette période, l’Irlande va jouer alternativement à Ravenhill et à Croke Park. Depuis 1924, le stade accueille la finale de la Coupe des Écoles d’Ulster, qui se tient le 17 mars, jour de la Saint Patrick, ainsi que la finale de la Coupe des Villes de l’Ulster, le jour de Pâques.
En 2011, la fédération de l'Ulster reçoit un crédit de 14 millions de livres dans le cadre d'un plan régional de rénovation des stades. Les travaux débutent en 2012 et le nouveau stade est livré au printemps 2014 : sa capacité passe de 12 000 à 18 200 places.

## Rencontres internationales
| Date              | Compétition              | Équipe 1  | Équipe 2       | Score   | Affluence | Source |
| ----------------- | ------------------------ | --------- | -------------- | ------- | --------- | ------ |
| 9 février 1924    | Tournoi des Cinq Nations | Irlande   | Angleterre     | 3 – 14  | 15 000    | [ 2 ]  |
| 14 mars 1925      | Tournoi des Cinq Nations | Irlande   | Pays de Galles | 19 – 3  |           | [ 3 ]  |
| 23 janvier 1926   | Tournoi des Cinq Nations | Irlande   | France         | 11 – 0  | 20 000    | [ 4 ]  |
| 28 janvier 1928   | Tournoi des Cinq Nations | Irlande   | France         | 12 – 8  | 20 000    | [ 5 ]  |
| 9 mars 1929       | Tournoi des Cinq Nations | Irlande   | Pays de Galles | 5 – 5   |           | [ 6 ]  |
| 25 janvier 1930   | Tournoi des Cinq Nations | Irlande   | France         | 0 – 5   | 25 000    | [ 7 ]  |
| 14 mars 1931      | Tournoi des Cinq Nations | Irlande   | Pays de Galles | 3 – 15  | 30 000    | [ 8 ]  |
| 11 mars 1933      | Tournoi britannique      | Irlande   | Pays de Galles | 10 – 5  |           | [ 9 ]  |
| 9 mars 1935       | Tournoi britannique      | Irlande   | Pays de Galles | 9 – 3   | 35 000    | [ 10 ] |
| 3 April 1937      | Tournoi britannique      | Irlande   | Pays de Galles | 5 – 3   | 20 000    | [ 11 ] |
| 11 mars 1939      | Tournoi britannique      | Irlande   | Pays de Galles | 0 – 7   | 28 000    | [ 12 ] |
| 13 mars 1948      | Tournoi des Cinq Nations | Irlande   | Pays de Galles | 6 – 3   | 32 000    | [ 13 ] |
| 11 mars 1950      | Tournoi des Cinq Nations | Irlande   | Pays de Galles | 3 – 6   |           | [ 14 ] |
| 24 janvier 1953   | Tournoi des Cinq Nations | Irlande   | France         | 16 – 3  | 38 000    | [ 15 ] |
| 27 février 1954   | Tournoi des Cinq Nations | Irlande   | Écosse         | 6 – 0   |           | [ 16 ] |
| 14 octobre 1991   | Coupe du monde           | Japon     | Zimbabwe       | 52 – 8  | 9 000     |        |
| 3 octobre 1999    | Coupe du monde           | Australie | Roumanie       | 57 – 9  | 20 000    |        |
| 24 août 2007      | Test match               | Irlande   | Italie         | 23 – 20 | 14 100    | ,      |
| 14 septembre 2024 | Test match               | Irlande   | Australie      | 36 - 10 |           | [ 19 ] |